# Vulkanwerft (Hamburg)

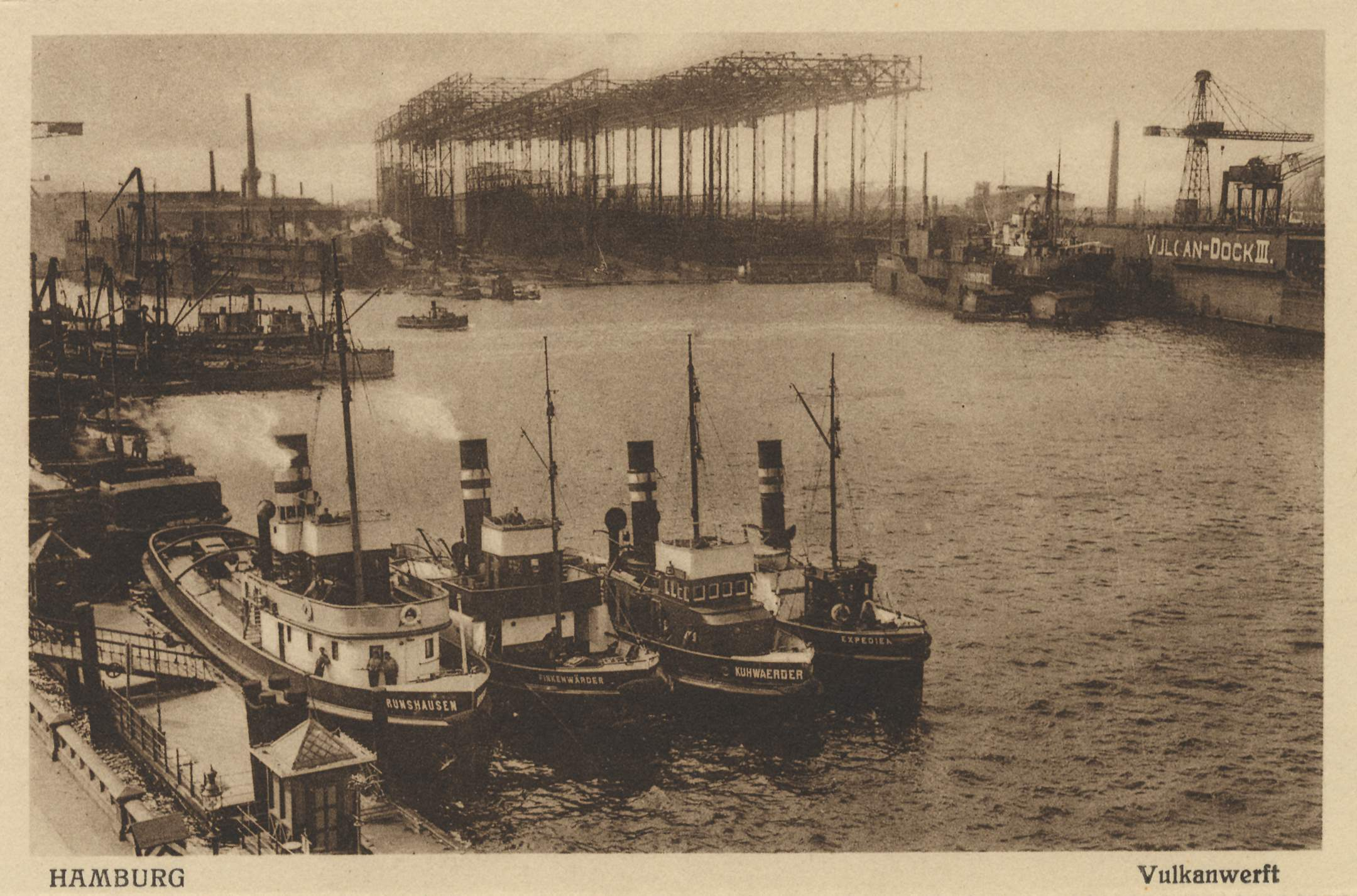
Vulkanwerft, Ansichtskarte

Schnelldampfer Imperator im Dock der Hamburger Vulkanwerft, 1912

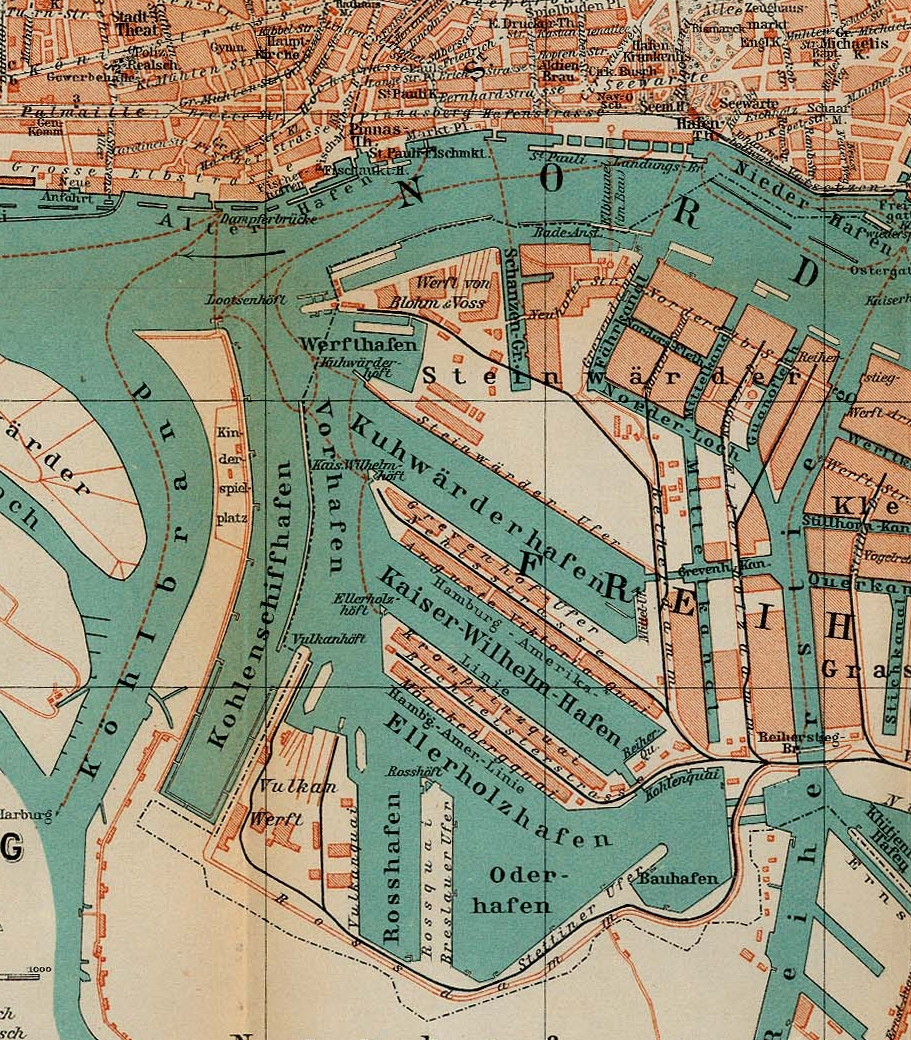
Karte von 1910 (Ausschnitt):
Die Vulcanwerft zwischen dem alten Kohlenschiffhafen (dem späteren Vulkanhafen) und dem Rosshafen

Die Vulkanwerft in Hamburg wurde 1909 als Zweigwerk der Stettiner Maschinenbau AG „Vulcan“ in Betrieb genommen. 1930 übernahmen die Kieler Howaldtswerke (ab 1968 Howaldtswerke-Deutsche Werft – HDW) den Betrieb. Die HDW verkauften 1986 ihr Hamburger Werk Ross an das Unternehmen Blohm + Voss, das die Werft im Jahr darauf schloss.
Ab ca. 1913 wurde häufiger die Schreibweise Vulkan verwendet. Im Gegensatz zu der geologischen Bezeichnung Vulkan wird der Name der Werft auf der ersten Silbe betont ([ˈvʊlkan]). Er leitet sich ab von Vulcanus ab, dem römischen Gott des Feuers und der Schmiedekunst.

## Geschichte
1905 beschloss die Generalversammlung der Stettiner Maschinenbau-AG „Vulcan“ den Bau einer zweiten Werft in Hamburg. Die Bauarbeiten am Rosshafen in Hamburg-Steinwerder begannen 1907, und im Juni 1909 weihte Kaiser Wilhelm II. persönlich die neue Werft ein.
Gemäß dem Dritten Köhlbrandvertrag 1908 wurde der Elbarm des Köhlbrands nach Westen verlegt. Dessen alter Verlauf wurde zum Kohlenschiffhafen und der ehemalige Kohlenschiffhafen wurde als Vulkanhafen Ausrüstungshafen der Werft. Zu Beginn existierten zwei Helgen, auf denen ab 1910 mit dem Passagierschiff Imperator und dem Linienschiff Friedrich der Große die ersten beiden Neubauten entstanden. Weiterhin gab es zwei Schwimmdocks.
1911 wurde Hamburg zum Hauptsitz des Unternehmens, was auch 1912 eine Änderung der Firma in Vulcan-Werke Hamburg und Stettin AG zur Folge hatte. 1914 war der Hamburger Werftbetrieb mit 4.300 Beschäftigten nach Blohm & Voss die zweitgrößte Werft Hamburgs. Während des Ersten Weltkriegs spezialisierte sich die Werft auf den U-Boot-Bau, von 1915 bis 1918 wurden 68 U-Boote gebaut.
1928 wurde die Vulcan-Werke Hamburg und Stettin AG Teil der Deutschen Schiff- und Maschinenbau AG (Deschimag), die sie 1930 an die Howaldtswerke in Kiel weiterverkaufte. Zusammen mit der aus der Insolvenz übernommenen benachbarten Werft Janssen & Schmilinsky entstand aus dem Hamburger Werftbetrieb die Howaldtswerke AG Kiel, Abteilung vormals Vulcan, aus der 1937 nach dem Verkauf der Aktienanteile der gesamten Howaldtswerft an die staatlichen Deutsche Werke AG und der Verlegung des Sitzes nach Hamburg 1939 die Howaldtswerke Hamburg AG wurde.

## Auf der Hamburger Vulkan-Werft gebaute Schiffe (Auswahl)
- 1911–1912: (Stettiner) Bau-Nr. 310 bzw. Bau-Nr. 1, Linienschiff Friedrich der Große der Kaiser-Klasse für die Kaiserliche Marine, von 1912 bis 1916 Flottenflaggschiff, 1916 Teilnahme an der Skagerrakschlacht, 1919 in Scapa Flow selbstversenkt, 1936 gehoben und verschrottet
- 1912–1914: Bau-Nr. 325 bzw. Bau-Nr. 4 der Hamburger Werft, Großlinienschiff Großer Kurfürst
- 1912–1913: Bau-Nr. 314 bzw. Bau-Nr. 3, Schnelldampfer Imperator für die HAPAG; Der „Imperator“[2] (die HAPAG benutzte auf Wunsch von Kaiser Wilhelm II. den männlichen Artikel) war mit 52.117 BRT seinerzeit das größte Schiff der Welt. Es wurde 1919 als Transporter USS Imperator von der US-Navy verwendet, ab 1920 als RMS Berengaria im Dienst der Cunard Line, 1938 stillgelegt, Reste des Rumpfs 1946 abgewrackt.
- 1913–1914: Bau-Nr. 334 bzw. Bau-Nr. 5, Passagierdampfer Cap Trafalgar für die Hamburg-Südamerikanische Dampfschiffahrts-Gesellschaft (Hamburg-Süd), 1914 zum Hilfskreuzer umgerüstet, noch im selben Jahr vor Trinidad vom britischen Hilfskreuzer Carmania versenkt
- 1913–1914: Bau-Nr. 6 (Hamburger Liste), griechisches Schlachtschiff Salamis, wegen Kriegsausbruch nicht fertiggestellt, erst nach langen Rechtsstreitigkeiten 1932 abgebrochen
- 1915–1918: Bau von insgesamt 68 U-Booten der Typen UC, UB und UE
- 1915: Bau von 25 Torpedobooten für die Kaiserliche Marine
- 1915–1916: Bau von neun Zerstörern für die Kaiserliche Marine
- 1917: Bau-Nr. 386 bzw. Bau-Nr. 19 der Hamburger Werft, Linienschiff Württemberg der Bayern-Klasse für die Kaiserliche Marine, nicht fertiggestellt und 1921 abgebrochen
- 1922: Kombischiff Cap Norte für die Hamburg-Süd